# 王珠
王珠（？—？），字仲渊，南宋吉州龙泉（今江西省遂川县）人。
王珠以孝顺恭谨知名。建炎年间，为父亲居丧，传说灵芝几次本生墓侧，倒植竹以为杙，再生柯叶。绍兴年间，他为母亲居丧，传说又有双竹灵芝的祥瑞在母亲墓旁。

## 延伸阅读
[在维基数据编辑]
 《宋史·卷456》，出自脱脱《宋史》